# Landauer Altar
Der Landauer Altar (auch Dreifaltigkeitsaltar oder Allerheiligenbild) ist eines der wenigen Altarbilder Albrecht Dürers.

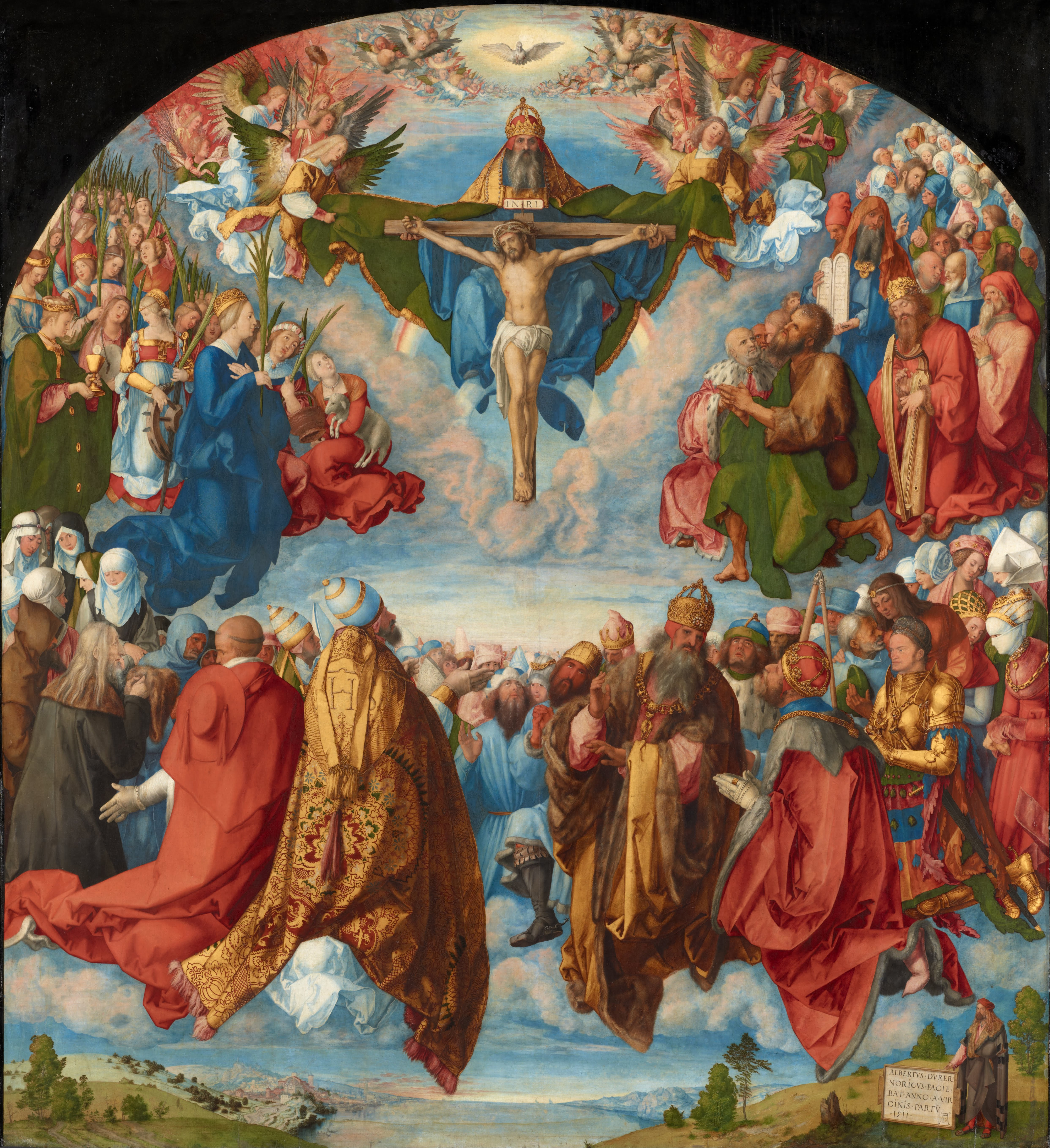
Allerheiligenbild ("Landauer Altar")

## Geschichte
Stifter und Auftraggeber war der Nürnberger Kaufmann Matthäus Landauer, der das Bild für den Neubau der Landauerkapelle des Zwölfbrüderhauses, eines Altersheims für zwölf unschuldig in Not geratene Handwerker, in Auftrag gab. Laut Hausordnung mussten die Insassen als Gegenleistung für freie Kost, Logis und Kleidung täglich für das Seelenheil des Stifters beten, andernfalls drohte Mahlzeitenentzug. Zu den ersten Bewohnern des Zwölfbrüderhauses gehörte auch Landauer selbst.
Eine Zeichnung aus dem Jahr 1508 zeigt, dass der portalartige Rahmen bereits Teil der Konzeption war. Der Schnitzrahmen war vermutlich in seiner Farbigkeit genau auf das Bild abgestimmt und wurde von Veit Stoß ausgeführt. Dürer entwarf den Rahmen im Stil der Renaissance mit vollplastischen Säulen, die einen Rundbogengiebel tragen.
Dürer hat in diesem Werk Porträt, Selbstbildnis, religiöse Figuren, Landschafts- und Pflanzendarstellung eingearbeitet sowie Anregungen der italienischen Altarkunst aufgegriffen.
Die Allerheiligen- oder Landauerkapelle ist das früheste Beispiel für Dürers Tätigkeit als Ausstattungskünstler. Zum Bildprogramm der Kapelle gehörte der Allerheiligenaltar, sein geschnitzter Rahmen und die Glasfenster.
Das Originalbild wurde 1585 an Kaiser Rudolf II. verkauft und befindet sich heute im Kunsthistorischen Museum in Wien. Der von Dürer entworfene Rahmen blieb aber in Nürnberg und befindet sich im Germanischen Nationalmuseum. In Wien wird eine moderne Kopie des Rahmens gezeigt.

## Beschreibung

### Gemälde

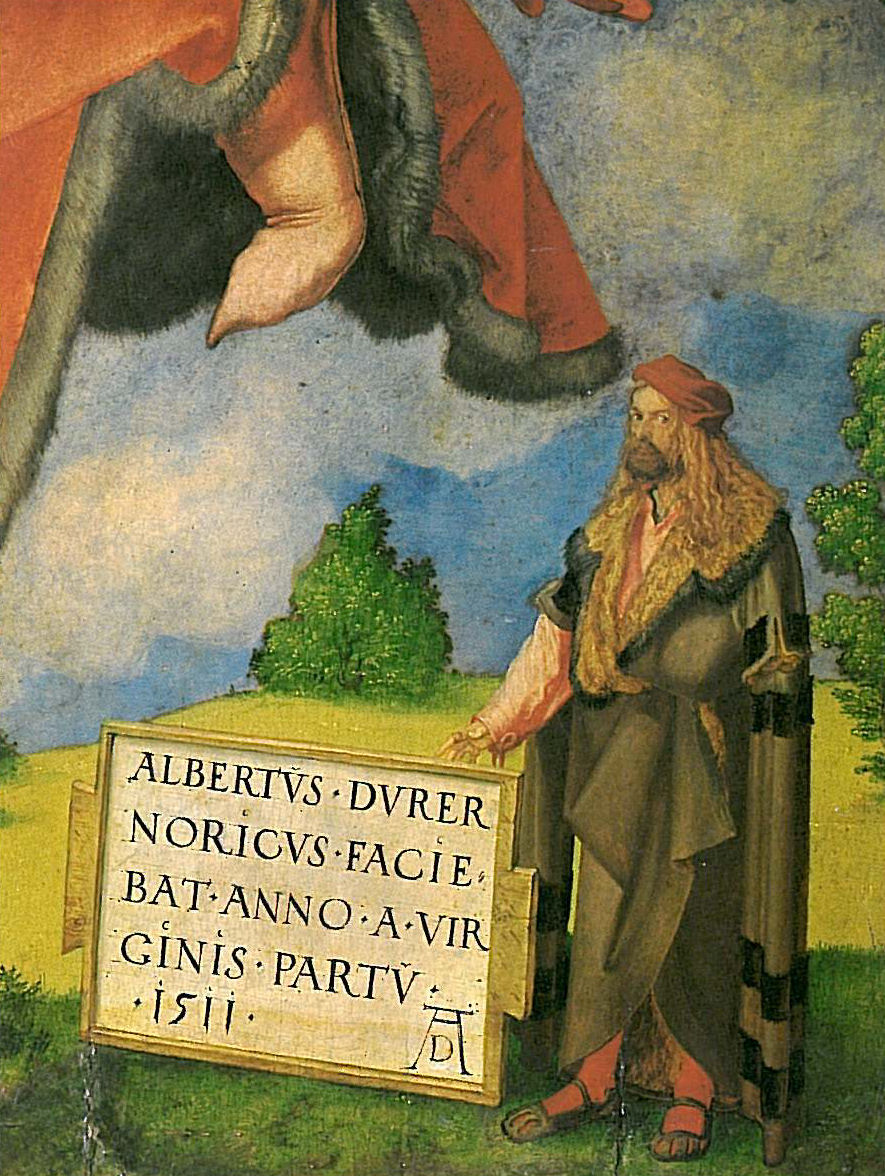
Selbstbildnis Dürers mit Schrifttafel

Thematisch bezieht sich der Landauer Altar auf die Heilige Dreifaltigkeit, der die Kapelle geweiht war. Das Gemälde wird meist als Vision des Gottesstaats (lat. Civitas Dei) nach dem Jüngsten Gericht, gemäß der Beschreibung des Kirchenvaters Augustinus gesehen.
Dürer hatte den Auftrag, für die Allen Heiligen geweihte Kapelle ein Altarbild zu malen, das die Anbetung der Heiligen Dreifaltigkeit durch die Gemeinschaft der Heiligen mit allen Christen zeigen sollte (Allerheiligenbild). Die Dreieinigkeit befindet sich in der Bildmitte: Gottvater thront auf den Wolken und hält den gekreuzigten Christus. Darüber schwebt der Heilige Geist in der Gestalt einer Taube.
Die Dreieinigkeit selbst wird von Gruppen der Verehrenden umgeben: Die unterste Reihe zeigt links eine geistliche Hälfte mit Papst, Kardinal, Mönch und Nonne, und rechts eine weltliche mit Kaiser, König, Fürsten, Ritter, Bürger und Bauer. Der Stifter Matthäus Landauer steht im pelzverbrämten Mantel zwischen Kardinal und Bettelmönch. Der Ritter im goldenen Harnisch ist sein Schwiegersohn Wilhelm Haller.
Sich selbst hat Dürer ganz rechts unten mit einer antikisierenden Tafel dargestellt. Auf der Tafel steht die lateinische Inschrift: Albertus Durer Noricus faciebat anno a Virginis partu 1511. (deutsch: Albrecht Dürer aus Nürnberg hat es geschaffen im Jahre 1511 nach der Jungfrauengeburt.).
Der Kunsthistoriker Johann Konrad Eberlein stellt in seiner Dürer-Biografie dazu fest:

„Das Erscheinen des Künstlers in Gestalt eines irdischen Zeugen des Geschehens trägt zur Objektivierung der komplexen visionären Inhalte der Werke bei.“

### Rahmen
Der Rahmen entspricht dem italienischen Vorbild des Ädikularahmens (Ädikula = Tempelchen) der in der Renaissance als Nachempfindung antiker Architektur entstand. Thema des Rahmens ist das Weltgericht. Im Giebelfeld ist Christus als Weltenrichter zu sehen. Ihm zur Seite stehen Maria und Johannes als Fürsprecher der Menschheit. Zu beiden Seiten blasen kleine Posaunenengel zum Jüngsten Gericht.
Im Fries ist links der Zug der Erlösten dargestellt, die von Engeln zur Sonne geleitet werden, rechts dagegen werden die Verdammten von Teufeln zur Hölle getrieben. In der Mitte ist ein Kampf um die Seele eines am Boden liegenden Auferstandenen dargestellt.
Am unteren Teil des Rahmens ist eine Inschrift angebracht, die von zwei Familienwappen der Landauer begleitet ist.
Albrecht Dürer hatte den Entwurf vom spätgotischen Bildschnitzer Veit Stoß ausführen lassen.